# Max Eberhardt
Max Eberhardt (ur. 24 września 1994) – kanadyjski snowboardzista, specjalizujący się w slopestyle'u. Po raz pierwszy na arenie międzynarodowej pojawił się 15 stycznia 2010 roku w Mt. Snow, gdzie w zawodach FIS Race zajął 25. miejsce w slopestyle'u. W zawodach Pucharu Świata zadebiutował 26 lutego 2011 roku w Calgary, zajmując 21. miejsce. Nie stawał na podium zawodów pucharowych. Najlepsze wyniki osiągnął w sezonie 2015/2016, kiedy to zajął czwarte miejsce w klasyfikacji generalnej AFU, a w klasyfikacji slopestyle'u był trzeci. Nie startował na mistrzostwach świata i igrzyskach olimpijskich.

## Osiągnięcia

### Puchar Świata

#### Miejsca w klasyfikacji generalnej AFU
- sezon 2010/2011: 173.
- sezon 2011/2012: 144.
- sezon 2014/2015: 91.
- sezon 2015/2016: 4.
- sezon 2016/2017: 42.

#### Miejsca na podium w zawodach
Eberhardt nie stawał na podium zawodów PŚ.